# Museum of Contemporary Art Australia

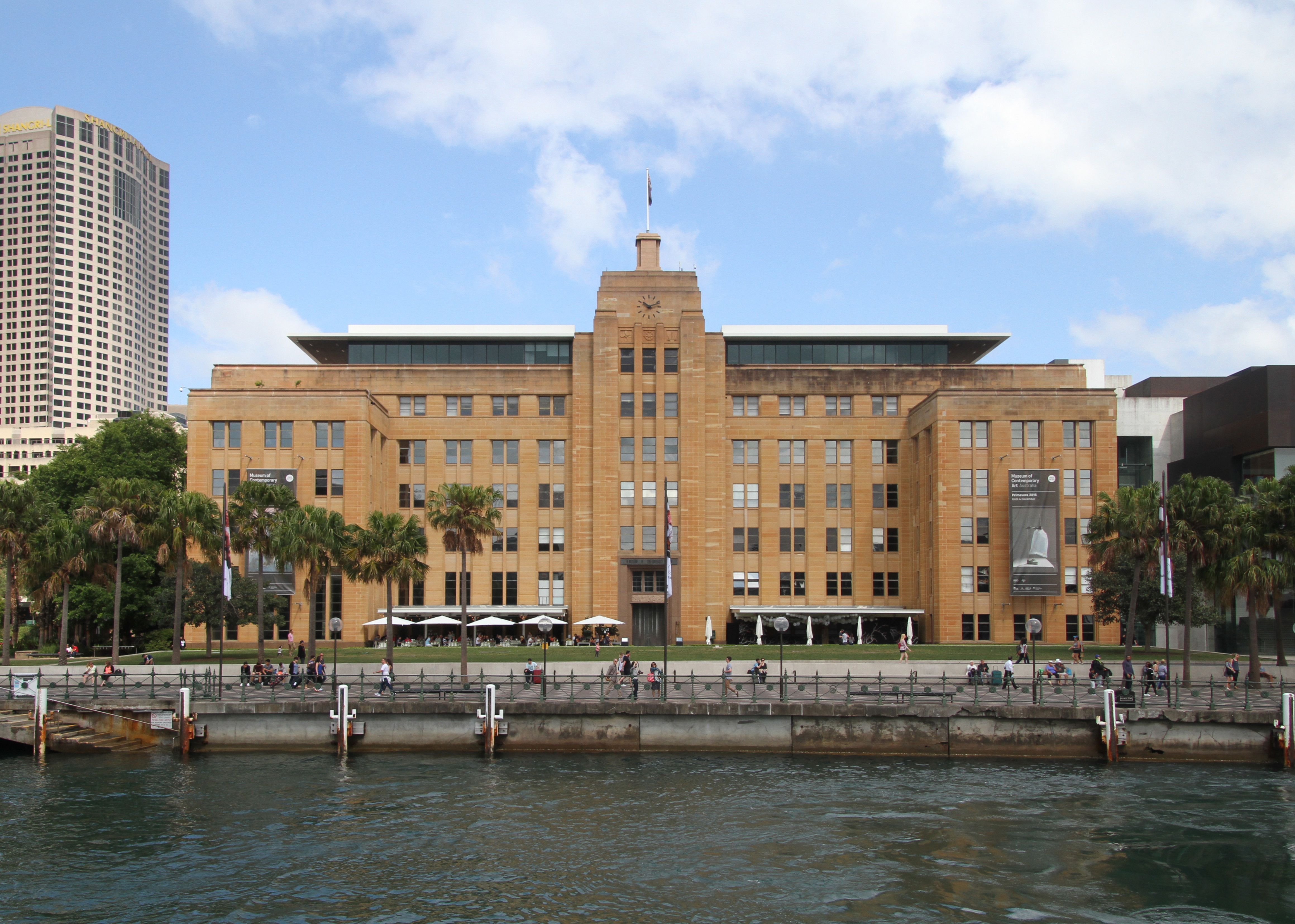
Museum of Contemporary Art Australia mit dem Erweiterungsbau rechts

Das Museum of Contemporary Art Australia (bis 2012 Museum of Contemporary Art Sydney, deutsch: Museum für zeitgenössische Kunst Australien) ist ein Kunstmuseum in Sydney. Es wurde im November 1991 eröffnet.

## Gebäude
Das Gebäude wurde ursprünglich für das Maritime Services Board errichtet, daher wird es auch MSB building genannt. Der Regierungsarchitekt W.H. Withers begann 1939 an den Entwürfen zu arbeiten. 1940 wurden die Planungen aufgrund der Beteiligung Australiens am Zweiten Weltkrieg vorübergehend eingestellt. 1944 wurden die Planungen unter W D H Baxter fortgesetzt. 1949 wurde der Grundstein gelegt, und 1952 wurde das Gebäude eröffnet.
1989 zog der MSB aufgrund von Platzmangel um. Das Gebäude wurde dem Museum von der Regierung übergeben. 1990 wurden umfangreiche Restaurierungs- und Umbaumaßnahmen begonnen, die von der University of Sydney und dem ihr zugedachten Nachlass des Künstlers John Joseph Wardell Power (The Power Bequest) finanziert wurden. Die Umbaumaßnahmen wurden von Andrew Anderson von der Firma Peddle Thorpe/John Holland Interiors geleitet. Das Museum geht auf die Power Collection of Contemporary Art der University of Sydney zurück. Einen bedeutenden Anteil an der Errichtung eines eigenen Museums für die Sammlung hatte die Kunsthistorikerin Virginia Spate.
In den Jahren 2011 und 2012 wurde das Museum durch einen neuen Ausbau des australischen Architekten Sam Marshall erweitert und um fast 50 Prozent vergrößert. Die Eröffnung fand am 29. März 2012 statt. Aus diesem Anlass erhielt das Museum seinen heutigen Namen.

## Sammlungen
- The JW Power Collection
- The Loti and Victor Smorgon Collection of Contemporary Australian Art
- The Maningrida Collection of Aboriginal Art
- The Ramingining Collection of Aboriginal Art

### Künstlerinnen und Künstler (Auswahl)
Ulay, Marina Abramović, Valerio Adami, Joseph Beuys, Christo und Jeanne-Claude, Juan Davila, Neil Dawson, Gilbert & George, Denise Green, Richard Hamilton, Keith Haring, Edward & Nancy Kienholz, Barbara Kruger, Rosemary Laing, Roy Lichtenstein, Robert Longo, Vincent Namatjira, Sidney Nolan, Ed Ruscha, Mike Parr, John Power, Cindy Sherman, Imants Tillers, Peter Tyndall, Andy Warhol, Jenny Watson, John Young, Stephen Bush, Tony Clark, Maria Kozic, Michael Johnson, Tim Johnson, Kerri Poliness, Vivienne Shark LeWitt, John Firth Smith.